# Vlag van Chaco

Vlag van Chaco

De huidige vlag van Chaco werd op 19 september 2007 aangenomen. De oude vlag werd op 2 september 1995 aangenomen, en toont het winnende ontwerp van een ontwerpwedstrijd met 120 inzendingen. De vlag, ontworpen door kunstenaar Jorge Alberto Esquível, bevat allerlei elementen, waardoor zij onduidelijk is. De vlag was daarom in Chaco verre van populair en werd amper gebruikt.